# (97) Клото
(97) Клото́ (лат. Klotho) — астероид главного пояса, принадлежащий ко второму по численности спектральному классу M. Он был открыт 17 февраля 1868 года французским астрономом Эрнстом Темпелем в Марсельской обсерватории и назван в честь Клото, одной из трёх древнегреческих богинь судьбы.

Орбита астероида Клото и его положение в Солнечной системе
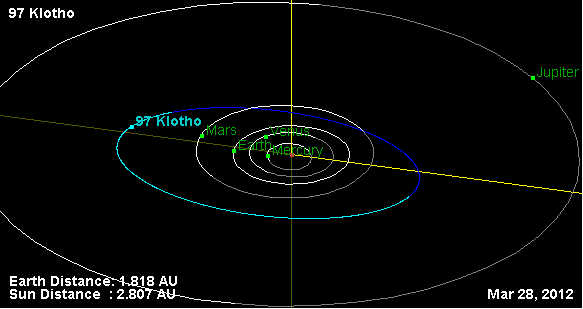
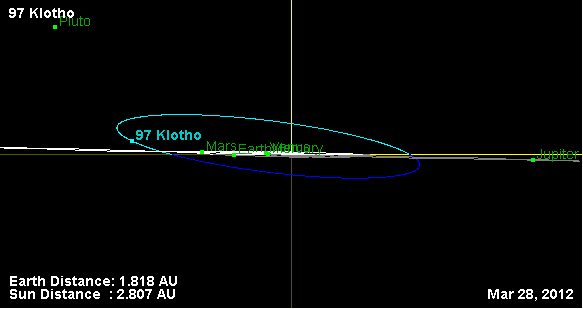

Хотя, по спектральной классификации Толена, (97) Клото относится к богатым металлом астероидам M-класса, радиолокационные наблюдения не дают прямых подтверждений значительного содержания железно-никелиевых композитов в составе его поверхности. Эксперименты, проводимые с целью исследования количественного спектрального влияния солнечного ветра на астероиды, выявили, что физические свойства Клото совместимы с энстатитовыми хондритами. Аналогичные свойства были выявлены также у астероида Лютеция, рядом с которым в июле 2010 года пролетит европейский космический зонд «Розетта». Возможно, что исследования (21) Лютеции с близкого расстояния позволят больше узнать о поверхностном составе Клото.
Наблюдения за Клото в марте 1990 года позволили определить его относительно большой период вращения, составляющий около полутора земных суток.